# リビング・エンド (1992年の映画)
『リビング・エンド』（The Living End）は1992年公開のアメリカ映画。グレッグ・アラキ監督・脚本。

## ストーリー
HIV陽性の事実に打ちひしがれ、女友達への電話に慰めを求めるジョン。夜の街でホモフォビアの連中に囲まれて銃をぶっ放し、ジョンに助けられたルーク。二人は惹かれ合い、絶望的な状況の中で愛の逃避行がはじまる。

## キャスト
- マイク・ディトリ - ルーク
- クレイグ・ギルモア（英語版） - ジョン
- マーク・フィンチ（英語版） - 医師
- メアリー・ウォロノフ - デイジー
- ジョアンナ・ウェント（英語版） - フェーン
- ダーシー・マルタ - ダーシー
- マイケル・ヘインズ - ジェーン
- ポール・バーテル - Twister Master